# المبرك (المفلحي)

تعديل مصدري - تعديل

المبرك هي إحدى قرى عزلة المفلحي بمديرية المفلحي التابعة لمحافظة لحج، بلغ تعداد سكانها 102 نسمة حسب تعداد اليمن لعام 2004.